# Wilmer Azofeifa
Wilmer Jesús Azofeifa Valverde (ur. 4 czerwca 1994 w Guápiles) – kostarykański piłkarz występujący na pozycji środkowego pomocnika, reprezentant Kostaryki, od 2020 roku zawodnik San Carlos.

## Kariera klubowa
Azofeifa pochodzi z kantonu Pococí w prowincji Limón. Jego starszy brat Leonardo Azofeifa jest piłkarzem na poziomie drugiej ligi kostarykańskiej. W piłkę zaczynał grać w wieku ośmiu lat, jest wychowankiem lokalnego drugoligowego zespołu AD Cariari Pococí. W jego barwach zadebiutował w drugiej lidze kostarykańskiej jako szesnastolatek, 16 stycznia 2011 w meczu z Uruguayem (0:4). W drużynie Cariari występował na pozycji ofensywnego pomocnika. W wieku osiemnastu lat zdecydował się przerwać karierę piłkarską i przez dwa lata studiował agrotechnikę na uczelni Instituto Tecnológico de Costa Rica w Cartago. Potem powrócił jeszcze na kilka miesięcy do Cariari Pococí, aby następnie podpisać umowę z występującym w najwyższej klasie rozgrywkowej zespołem Santos de Guápiles. W kostarykańskiej Primera División zadebiutował 2 sierpnia 2015 w wygranym 1:0 spotkaniu z Pérez Zeledón, zaś premierowe gole strzelił 4 października 2015 w wygranej 3:1 konfrontacji również z Pérez Zeledón, dwukrotnie wpisując się na listę strzelców. W Santosie został przekwalifikowany na pozycję środkowego pomocnika z większą ilością zadań defensywnych niż dotychczas, zostając gwiazdą swojej ekipy.
W styczniu 2016 Azofeifa został wypożyczony na pół roku z opcją wykupu do trzecioligowych rezerw meksykańskiego klubu CF Pachuca. W ramach transakcji wiązanej w odwrotną stronę powędrował Marco Rojas. Po upływie czasu wypożyczenia powrócił do Santosu, gdzie kontynuował udaną passę i szybko zasłużył sobie na miano czołowego gracza ligi kostarykańskiej, wzbudzając zainteresowanie ze strony klubów europejskich i amerykańskich. W 2017 roku był gwiazdą pierwszej edycji środkowoamerykańskich rozgrywek Ligi CONCACAF, gdzie jego drużyna niespodziewanie dotarła do finału, a on sam strzelił gola w pierwszym meczu finałowym z honduraską Olimpią (1:0). Został również wybrany przez CONCACAF do najlepszej jedenastki tego turnieju.

## Kariera reprezentacyjna
W seniorskiej reprezentacji Kostaryki Azofeifa zadebiutował za kadencji selekcjonera Óscara Ramíreza, 27 marca 2018 w przegranym 0:1 meczu towarzyskim z Tunezją.

## Statystyki kariery

### Klubowe
| Cariari Pococí  | 2010–2011 | Kostaryka | Segunda División |    |   | — | — | — | — | —  |    |   |
| Cariari Pococí  | 2011–2012 | Kostaryka | Segunda División |    |   | — | — | — | — | —  |    |   |
| Cariari Pococí  | 2012–2013 | Kostaryka | Segunda División |    |   | — | — | — | — | —  |    |   |
| Cariari Pococí  | 2013–2014 | Kostaryka | Segunda División |    |   | — | — | — | — | —  |    |   |
| Cariari Pococí  | 2014–2015 | Kostaryka | Segunda División |    |   | — | — | — | — | —  |    |   |
| Santos Guápiles | 2015–2016 | Kostaryka | Primera División | 20 | 3 | 2 | 0 | — | — | —  | 22 | 3 |
| Pachuca B       | 2015–2016 | Meksyk    | Liga Premier     | 11 | 0 | — | — | — | — | —  | 11 | 0 |
| Santos Guápiles | 2016–2017 | Kostaryka | Primera División | 49 | 1 | — | — | — | — | —  | 49 | 1 |
| Santos Guápiles | 2017–2018 | Kostaryka | Primera División |    |   | — | — | — | — | —  |    |   |
| Ogółem          |           |           |                  |    |   |   |   |   |   |    |    |   |
| Kostaryka       | Kostaryka | Kostaryka | 69               | 4  | 2 | 0 | — | — | — | 71 | 4  |   |
| Meksyk          | Meksyk    | Meksyk    | 11               | 0  | — | — | — | — | — | 11 | 0  |   |
| Ogółem          | Ogółem    | Ogółem    | Ogółem           | 80 | 5 | 2 | 0 | — | — | —  | 82 | 4 |

### Reprezentacyjne
| Kostaryka | Kostaryka | 2018   | — | — | — | — | — | — | — |   |   |
| Ogółem    | Ogółem    | Ogółem | 0 | 0 | — | — | — | — | — | 0 | 0 |